# 조반니 세간티니
조반니 세간티니(Giovanni Segantini, 1858년 1월 15일 ∼ 1899년 9월 28일)는 이탈리아의 화가이다.
세간티니는 아르코의 작은 마을에서 태어났는데, 일찍 어머니를 잃고 아버지를 따라서 전전한 후 간신히 밀라노의 미술학교에 들어갔다. 세간티니는 그 생애를 일관하여 알프스를 작품화하는 데 집중했다. 알프스 산악의 대기는 가슴을 깨끗이 씻어 주는 듯 맑고 깨끗하며, 빛은 한없이 투명하다. 그는 양치는 사람이나 그들의 생활을, 밀레가 농민을 그리듯이 축복으로써 그리고, 다시 산악의 영기(靈氣)로부터 종교적인 경건을 얻어, 작품을 한층 더 영적인 기도로써 그리고 있다.
가족과 함께 주거를 고지로 옮기고, 생활은 사회의 동향과 관계 없이, 산지를 황홀하게 비추어 주는 광선이나 색채를 조석으로 관찰하고, 주위의 맑고 깨끗한 분위기를 묘사하기 위하여 극히 선명한 색채를 쓰고 있다. 따라서 암색(暗色)은 모두 추방하고 인상파처럼 색채의 분할을 하는데, 그는 작은 묘선(描線)을 묶듯이 화면에 배치, 무수한 가느다란 선에서부터 색채를 반짝이듯이 빛나게 하고 있다.
작품에서는 초기에 <아베마리아>의 연작이, 고원을 배경으로 그 생활을 종교처럼 묘사한 외에, 고지의 맑은 분위기를 색채로 전달하는 작품들도 있으며, 최후에는 3부작 <자연·삶·죽음>을 그려 크게 자연을 묘사하고 있다. 해발 2천7백m 고지의 조그만 집에서, 최후작인 <죽음>이란 풍경화를 제작 중 급작스럽게 병을 얻어 생을 마쳤다.

## 갤러리

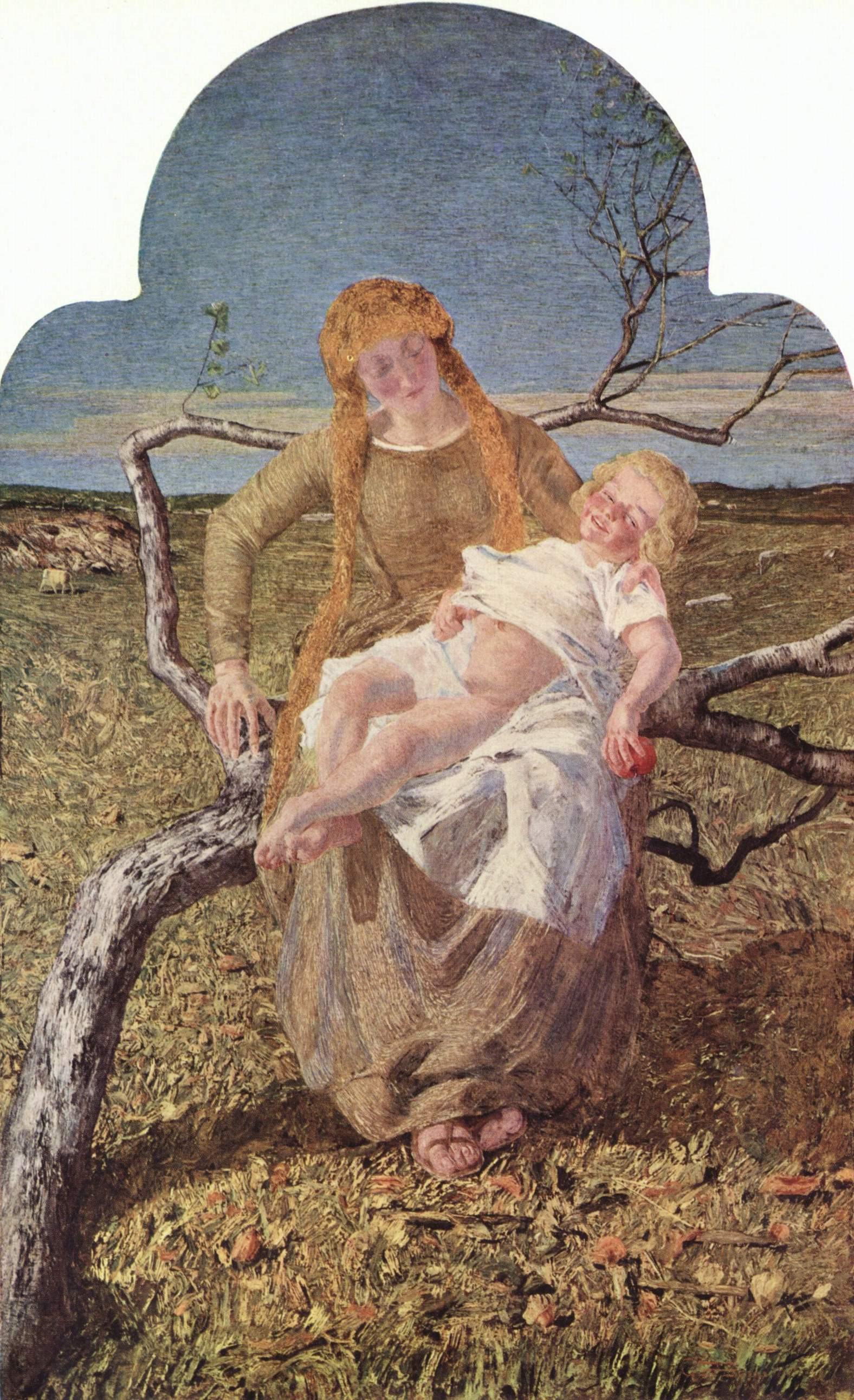
The Fruit of Life (1889)
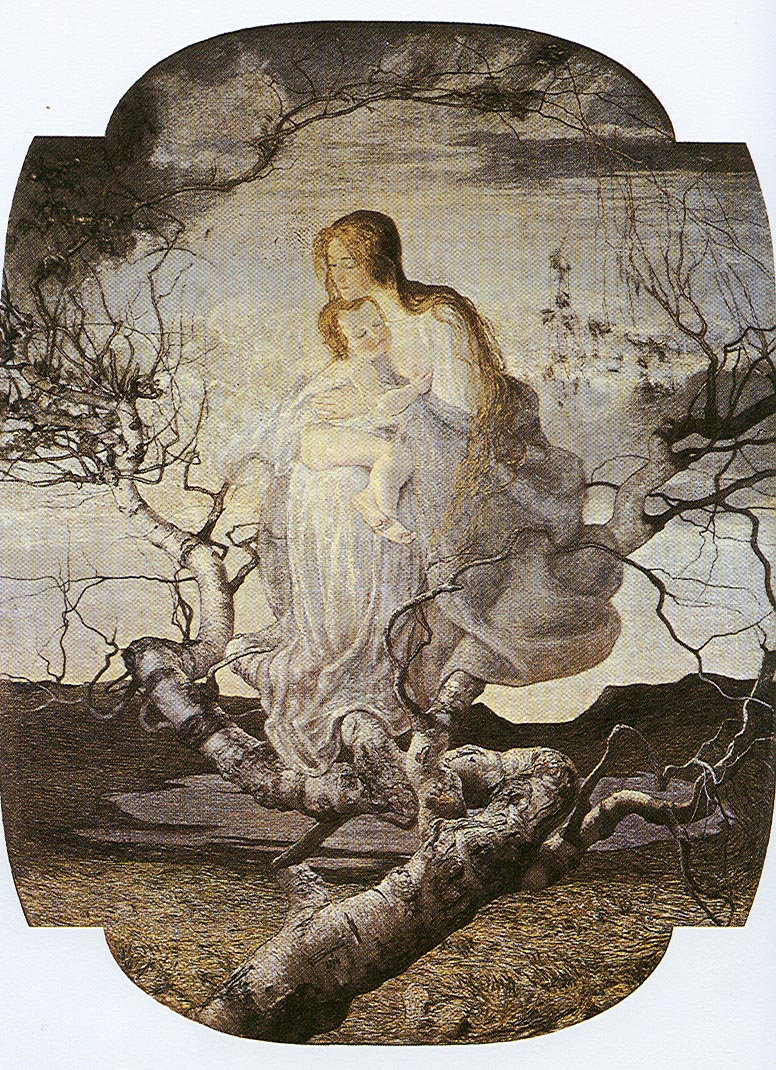
The Angel of Life (1894)

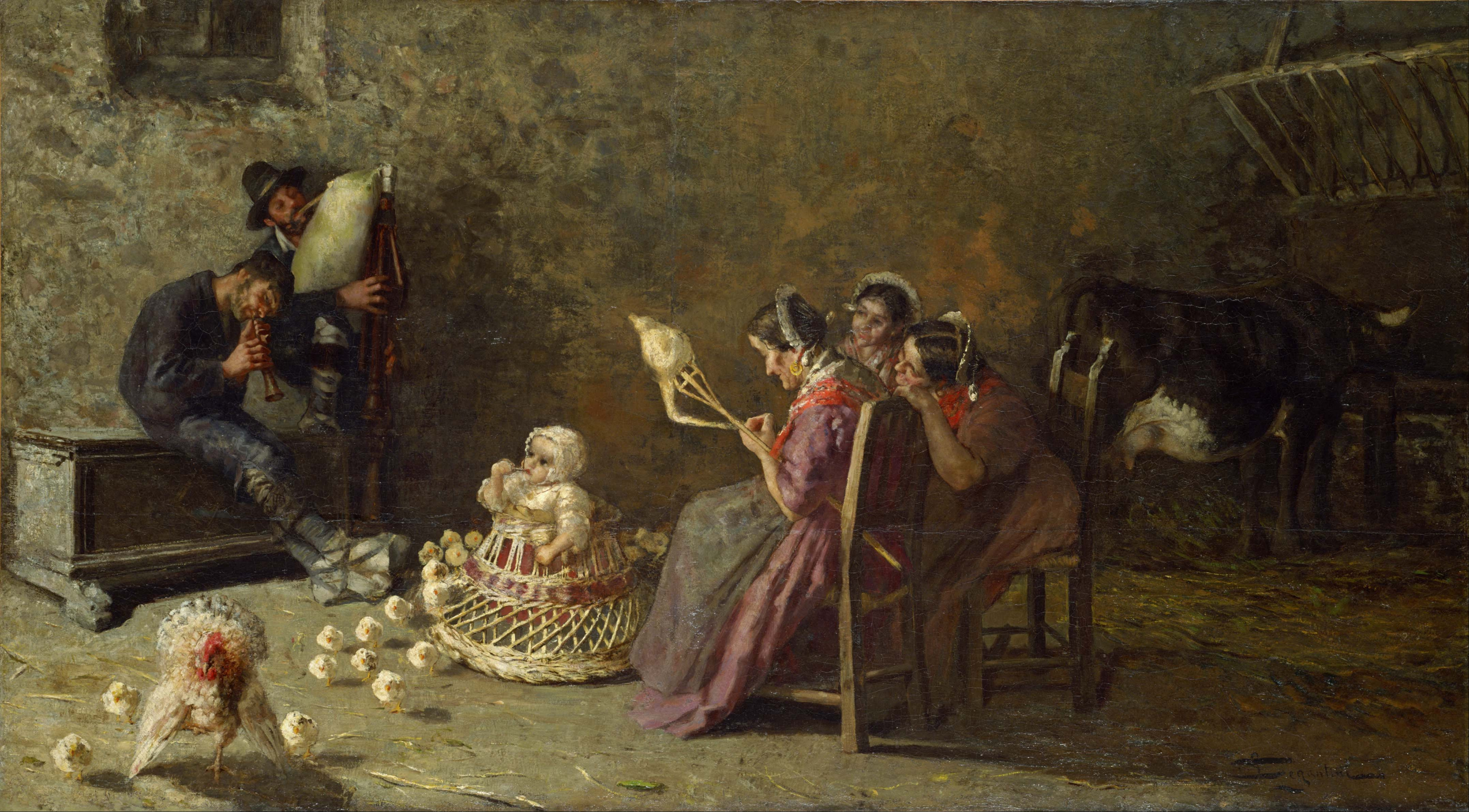
Bagpipers of Brianza, 1883–85
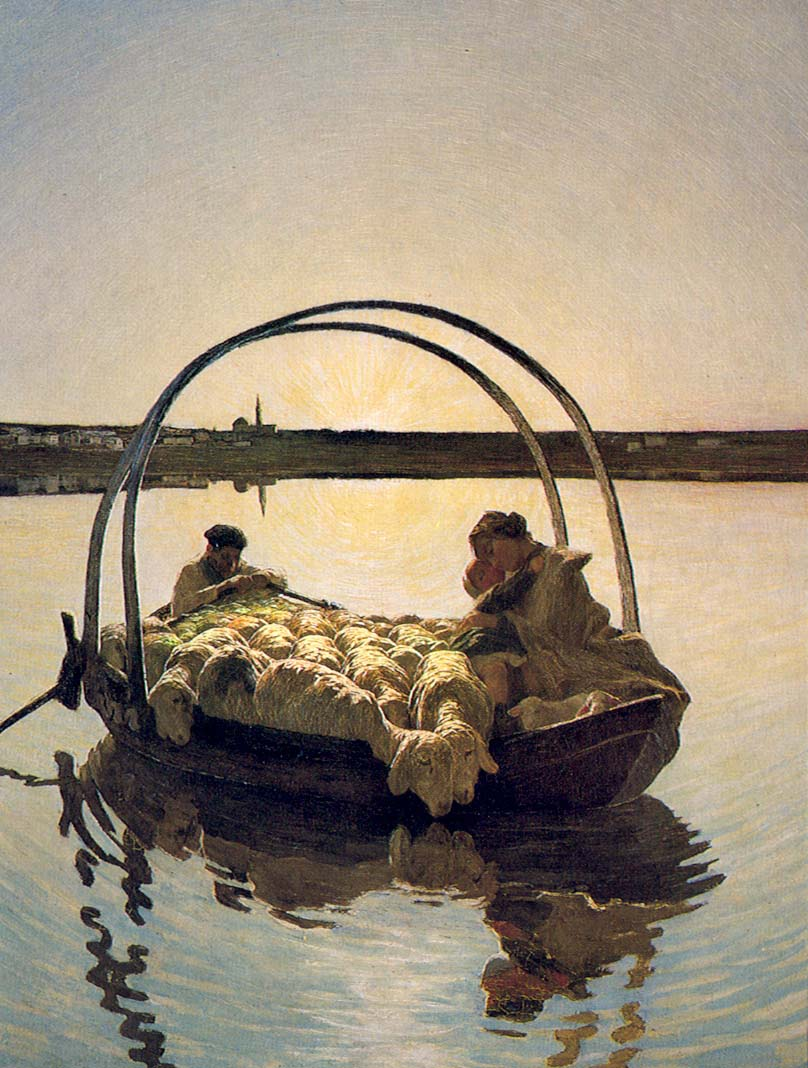
Ave Maria on the Lake, 1886
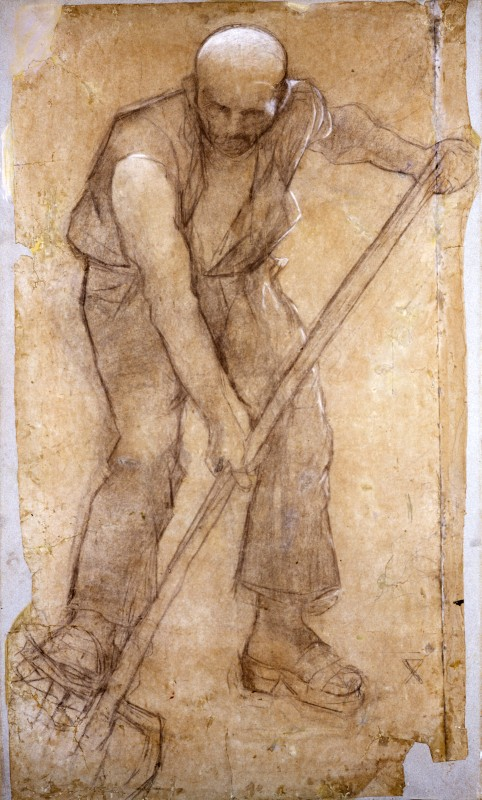
Il lavoratore della terra, 1886 (charcoal)
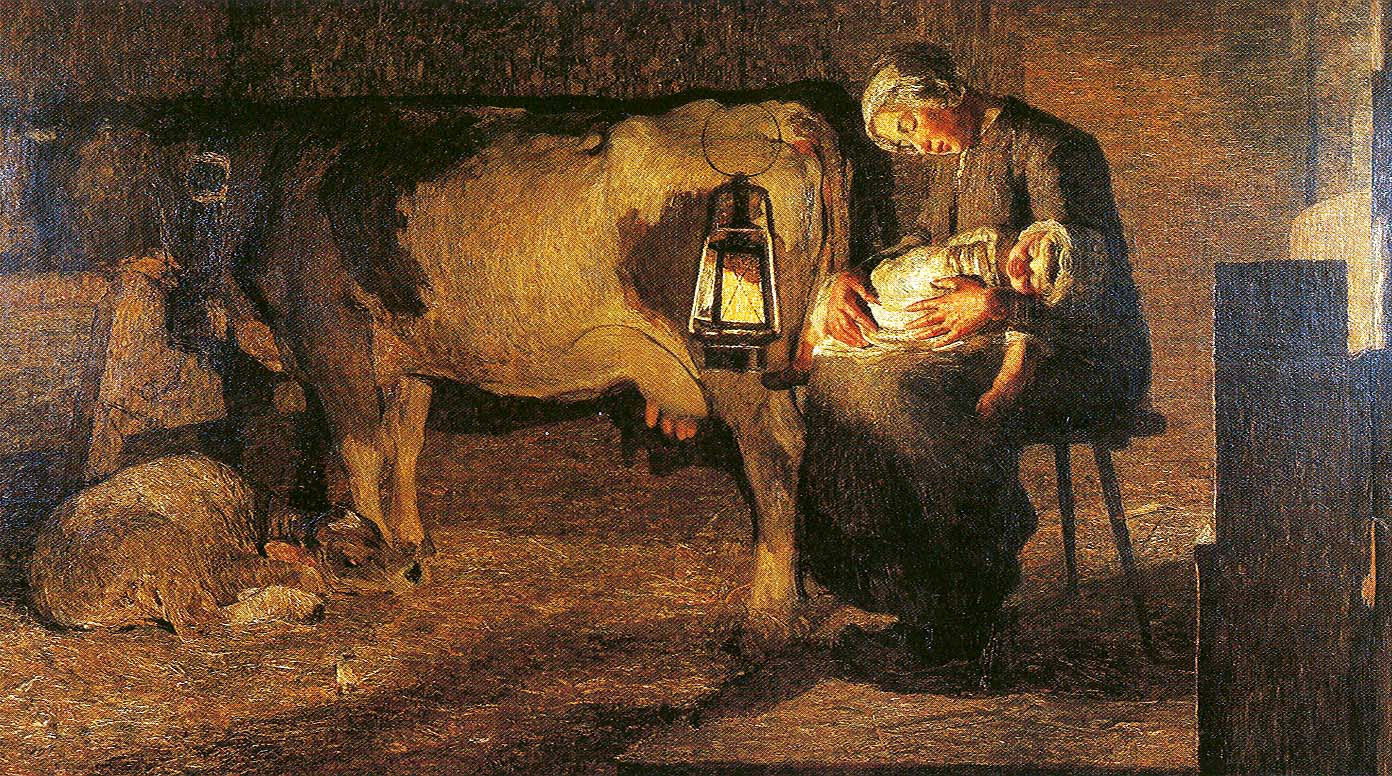
The Two Mothers, 1889
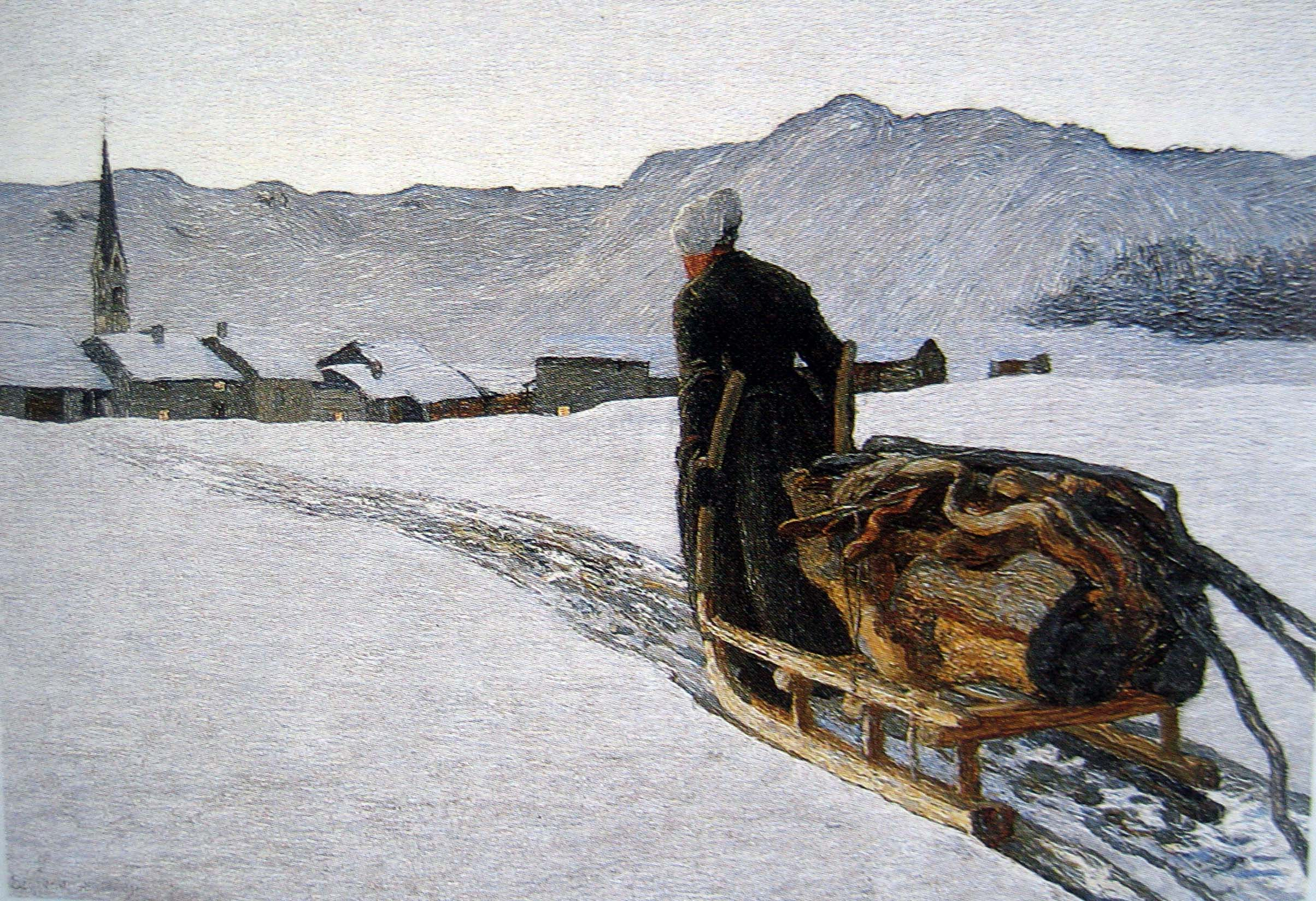
Return from the Woods, 1890
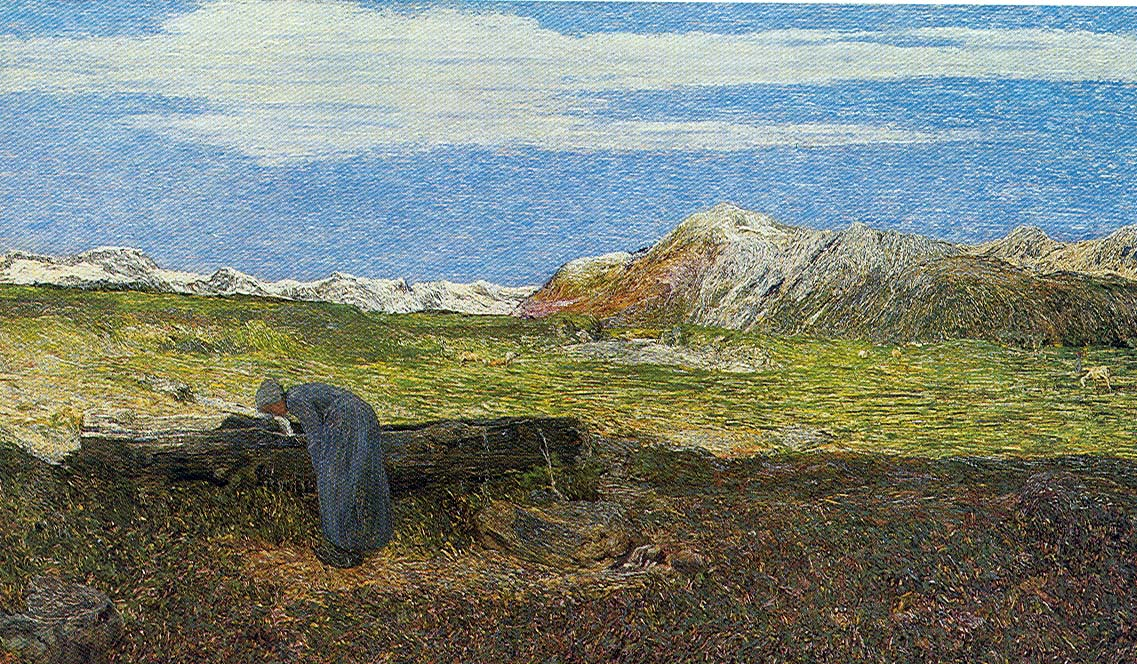
Alpine landscape, 1893–94
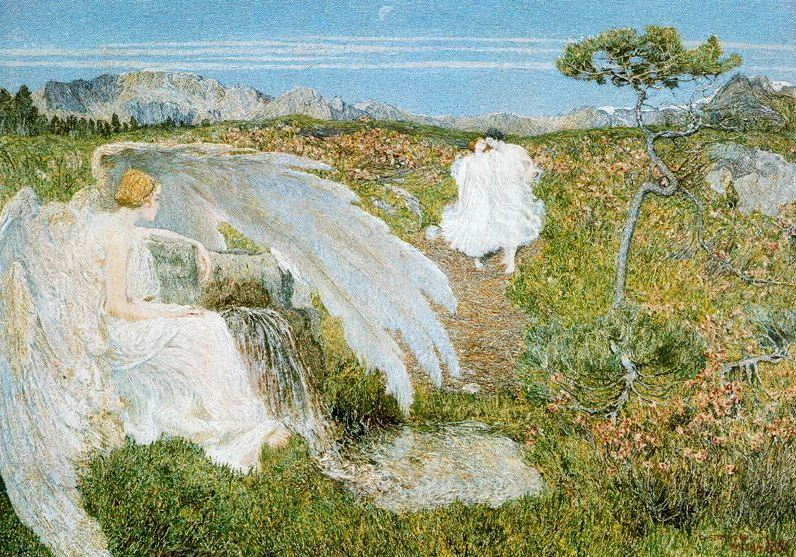
Love at the Fountain of Life, 1896.
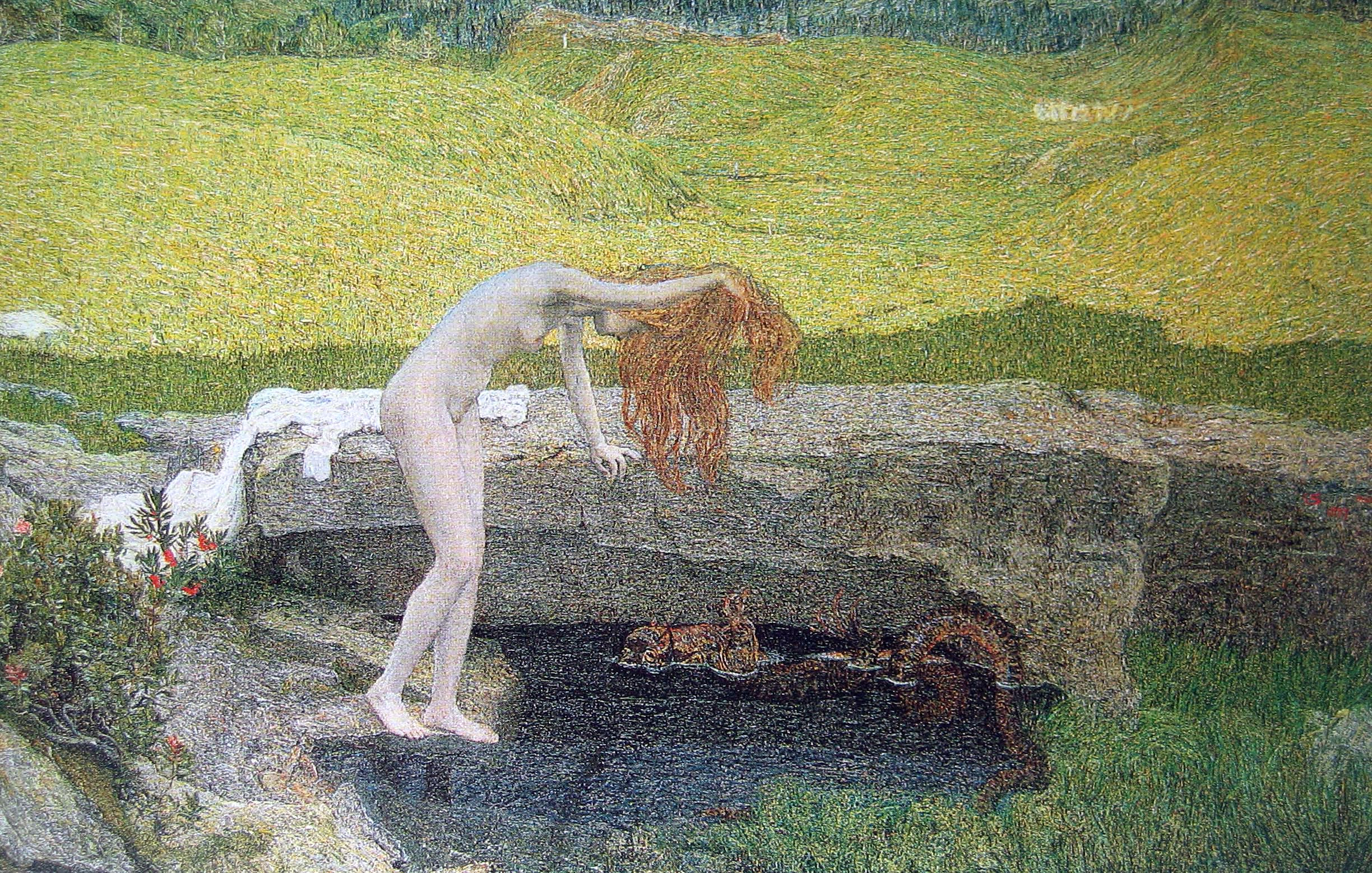
Vanitas, 1897
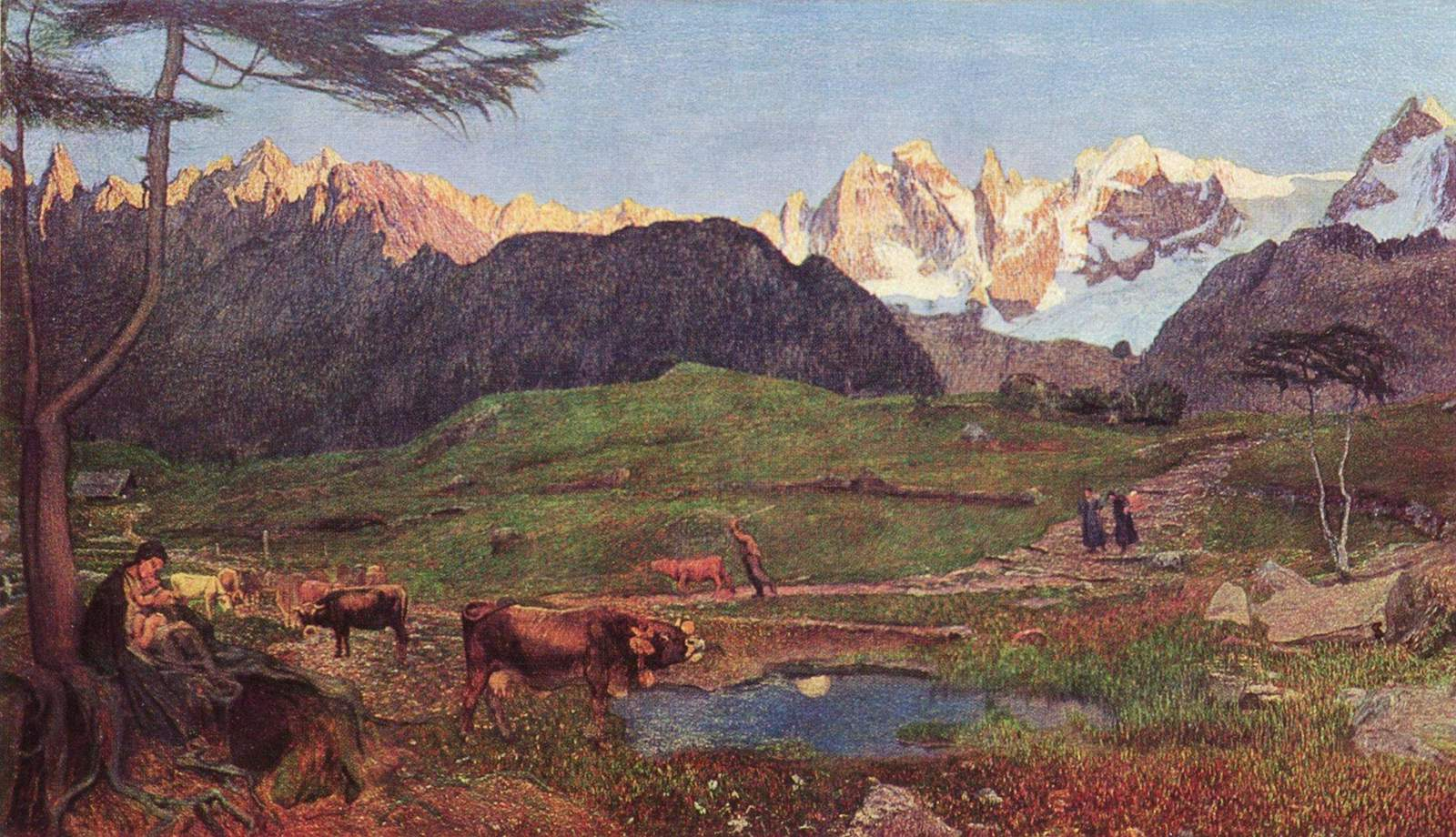
Alpine Triptych: Life, 1898–99
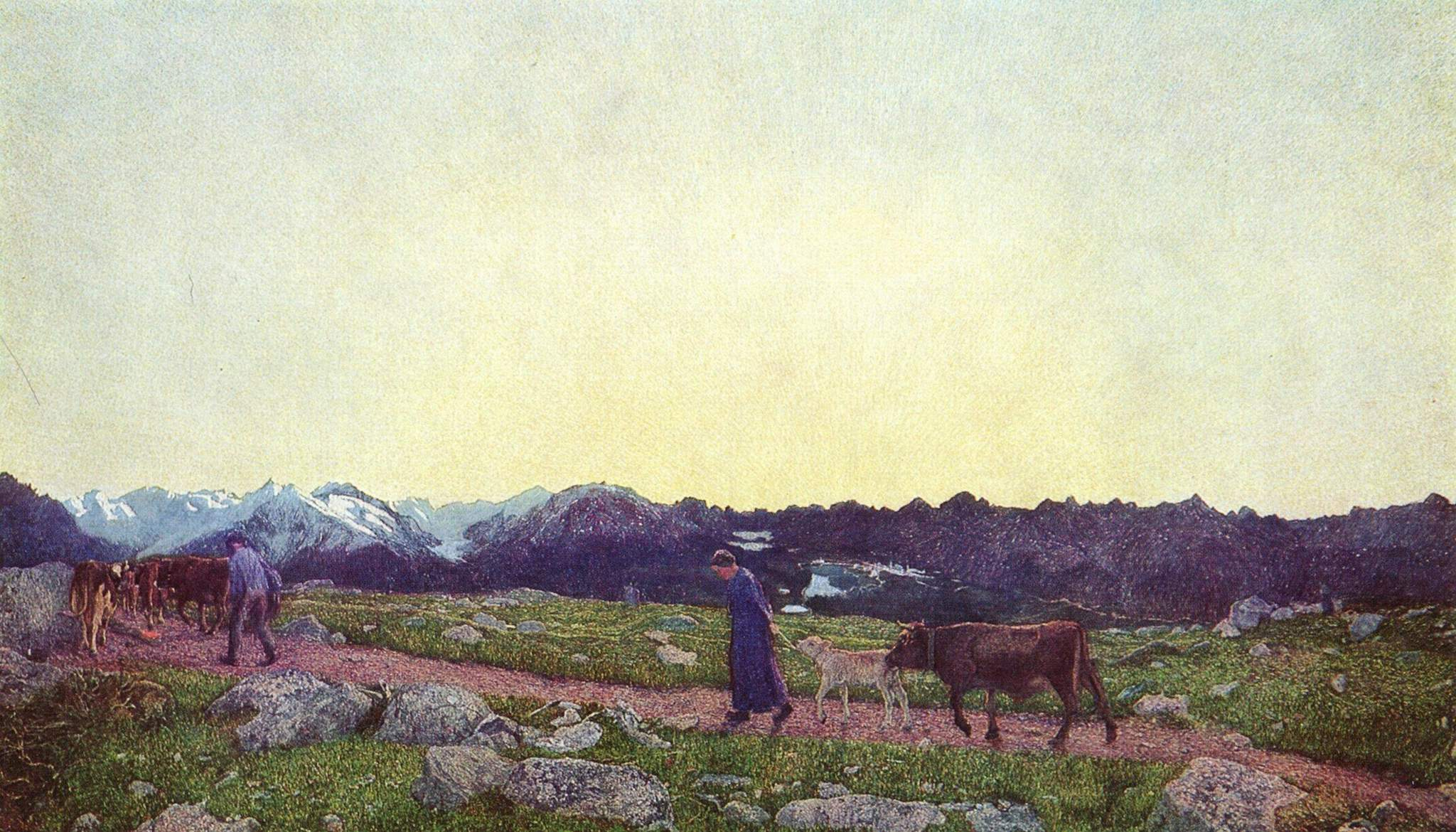
Alpine Triptych: Nature, 1898–99
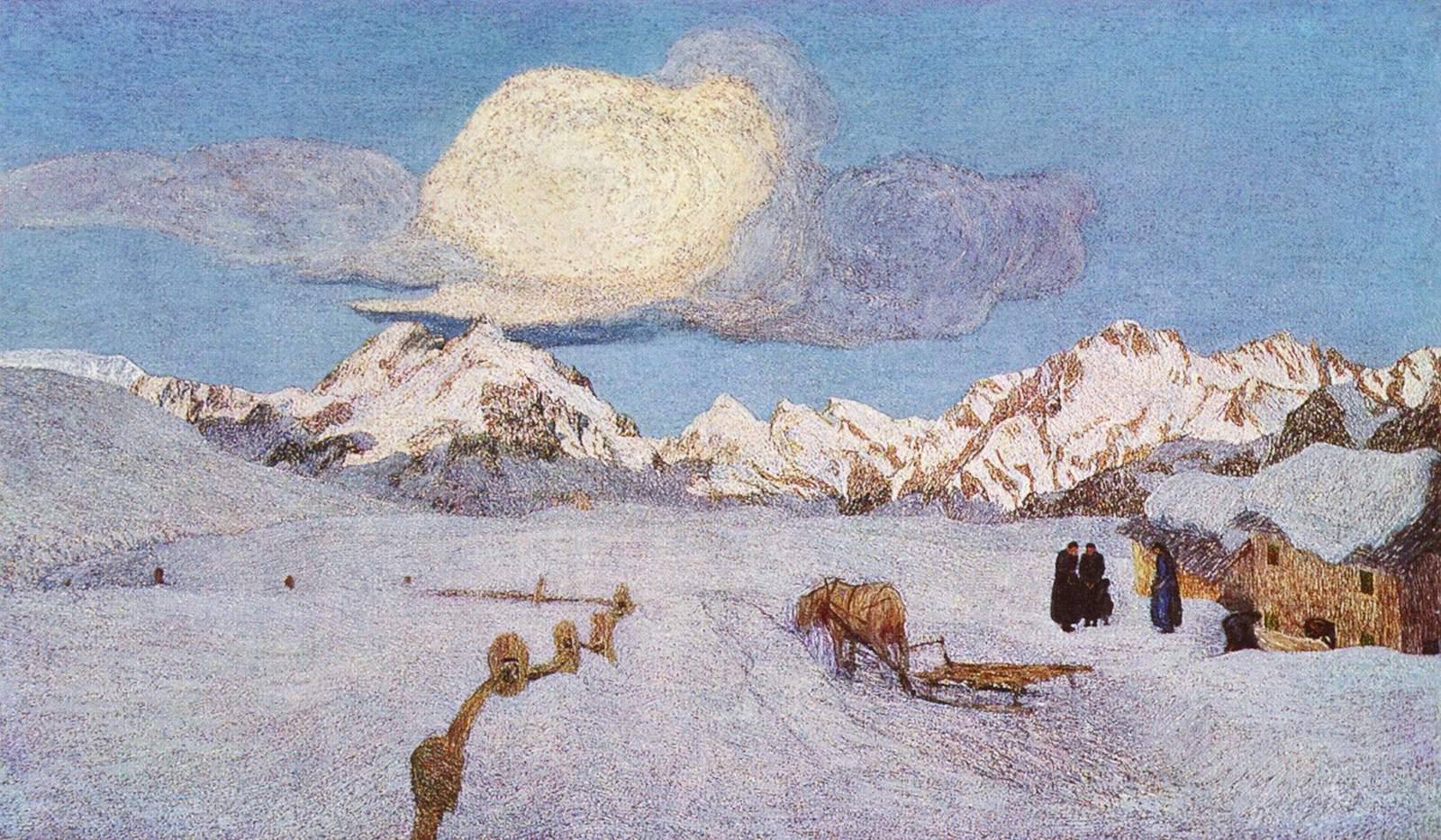
Alpine Triptych: Death, 1898–99
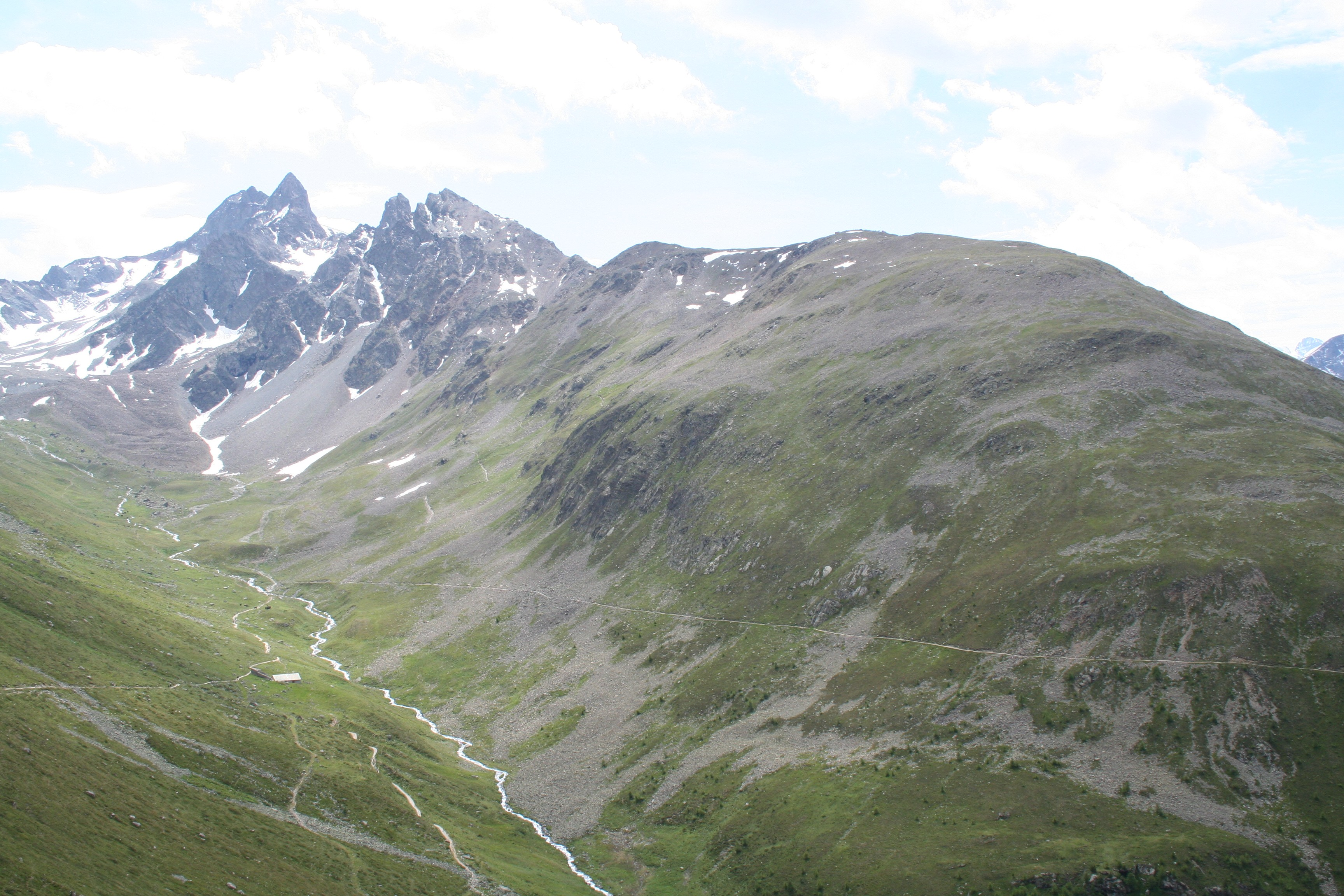
Segantinihütte (Death place of Giovanni Segantini) on top of the grassy summit